# Eduard Müller
Eduard Müller (1908) è stato un calciatore svizzero, di ruolo difensore.

## Carriera

### Nazionale
Ha collezionato 13 presenze con la propria Nazionale.